# Скакета (Модена)
Скакета је насеље у Италији у округу Модена, региону Емилија-Ромања.
Према процени из 2011. у насељу је живело 217 становника. Насеље се налази на надморској висини од 40 м.